# Parapsilogastrus
Parapsilogastrus is een geslacht van vliesvleugeligen uit de familie Eucharitidae. De wetenschappelijke naam van dit geslacht is voor het eerst geldig gepubliceerd in 1946 door Ghesquière.

## Soorten
Het geslacht Parapsilogastrus omvat de volgende soorten:
- Parapsilogastrus fausta (Walker, 1839)
- Parapsilogastrus heratyi Narendran, 1999
- Parapsilogastrus longicornis Heraty, 2002
- Parapsilogastrus pilosus Heraty, 2002
- Parapsilogastrus rugosus Heraty, 2002
- Parapsilogastrus ulyanovi (Girault, 1940)